# Raffaele Matarazzo
Raffaele Matarazzo (Cautano, 17 gennaio 1929 – Benevento, 3 agosto 2023) è stato uno scrittore e saggista italiano.

## Biografia
Orfano del padre Giuseppe all'età di due anni, frequentò le scuole dell'obbligo nel paese natio, mostrando fin dalla fanciullezza predilezione per la letteratura, a tal punto che a nove anni, in tempi in cui nel Meridione d’Italia poco più di una famiglia su dieci aveva un’utenza elettrica, lesse I promessi sposi a lume di candela. Intraprese poi le scuole superiori diplomandosi al Liceo Classico "Giannone" di Benevento.
Nel gennaio 1946, non ancora diciassettenne, esordì poeta nell’antologia di poeti e prosatori contemporanei "Il pensiero", pubblicata a Napoli dall’omonima casa editrice.
A diciannove anni, nel 1948, suoi versi furono pubblicati sul settimanale a tiratura nazionale "Ambra. Etica, politica e letteratura" e recitati in pubblico al Circolo Culturale Sannita.
Si trasferì a Firenze per gli studi universitari che, per necessità di assistere la madre vedova Adelina Meola, terminò a Napoli dove conseguì la laurea in lettere classiche, discutendo una lodata tesi su "L'arte di Giovanni Boldini", uno dei principali artisti di fine Ottocento, tra i più ispirati e talentuosi ritrattisti della Belle Époque. Appena letta la tesi, la scrittrice Emilia Cardona, vedova del pittore e sua ultima musa ispiratrice , telegrafò entusiasta all’autore: "Ho letto con vivo interesse suo brillante et appassionato studio…".
Nell’annunciata lettera scrisse che era disponibile e pronta a collaborare per la pubblicazione del lavoro; cosa che il giovane Matarazzo, impegnato subito nei concorsi scolastici, non fece.
Nel suo percorso accademico seguì i corsi di Attilio Momigliano, Giacomo Devoto, Eugenio Garin, Giuseppe Toffanin, Gaetano Salvemini e Giuseppe De Robertis.
Dei due ultimi si dimostrò particolarmente grato, dedicando agli stessi suoi scritti.
Nel 1954, venticinquenne, ottenne una segnalazione d’onore ai Premi Gastaldi per il teatro con la commedia in tre atti "Una rondine".
Nel 1967 pubblicò il suo primo libro "Da Moravia a Valgimigli".  Lo storico e scrittore Ferdinando Santoro, recensendo il volume sulla rivista Aspetti letterari, diretta dall’intellettuale Gerardo Raffaele Zitarosa, asseriva: "Un critico onesto, coraggioso, intelligente e agguerrito come Raffaele Matarazzo è quello che si dice una provvidenza… "Da Moravia a Valgimigli" costituisce, perciò, un’opera di critica che vorrei definire non solo utile ma necessaria per quello che dice e per l’esempio che dà agli altri critici".
Dopo alcuni anni di insegnamento di ruolo, nel 1962, in prospettiva della nascita dell'istruzione secondaria di primo grado unificata obbligatoria, fu incaricato dal Ministero della Pubblica Istruzione di fondare e dirigere la prima scuola media del Rione Libertà di Benevento, intitolata su sua proposta al grammatico e didatta beneventano Orbilio Pupillo, severissimo maestro del poeta Orazio, dallo stesso ricordato per i metodi educativi e formativi estremamente rigorosi. Nel 1965 divenne preside titolare nelle scuole medie e poi nel 1973 nelle superiori, dove è rimasto in servizio fino al 1996. Concluse la sua carriera dirigendo dal 1992 al 1996 il Liceo Classico Giannone di Benevento.
Dal 1976 al 1992 fu preside dell’Istituto Magistrale Guacci di Benevento. A seguito della riforma che impose la soppressione dell’originaria struttura quadriennale di formazione per maestri di scuola elementare e materna, aderì alle pionieristiche sperimentazioni dell'epoca, partecipando attivamente ai lavori delle commissioni ministeriali e traghettando l’Istituto verso la trasformazione in liceo polispecialistico. Alla sua poderosa determinazione si deve la costruzione del più grande edificio scolastico della provincia beneventana, sede del Liceo Guacci e poi di corsi di laurea dell’Università degli Studi del Sannio del cui Comitato Popolare per l'istituzione fu presidente.

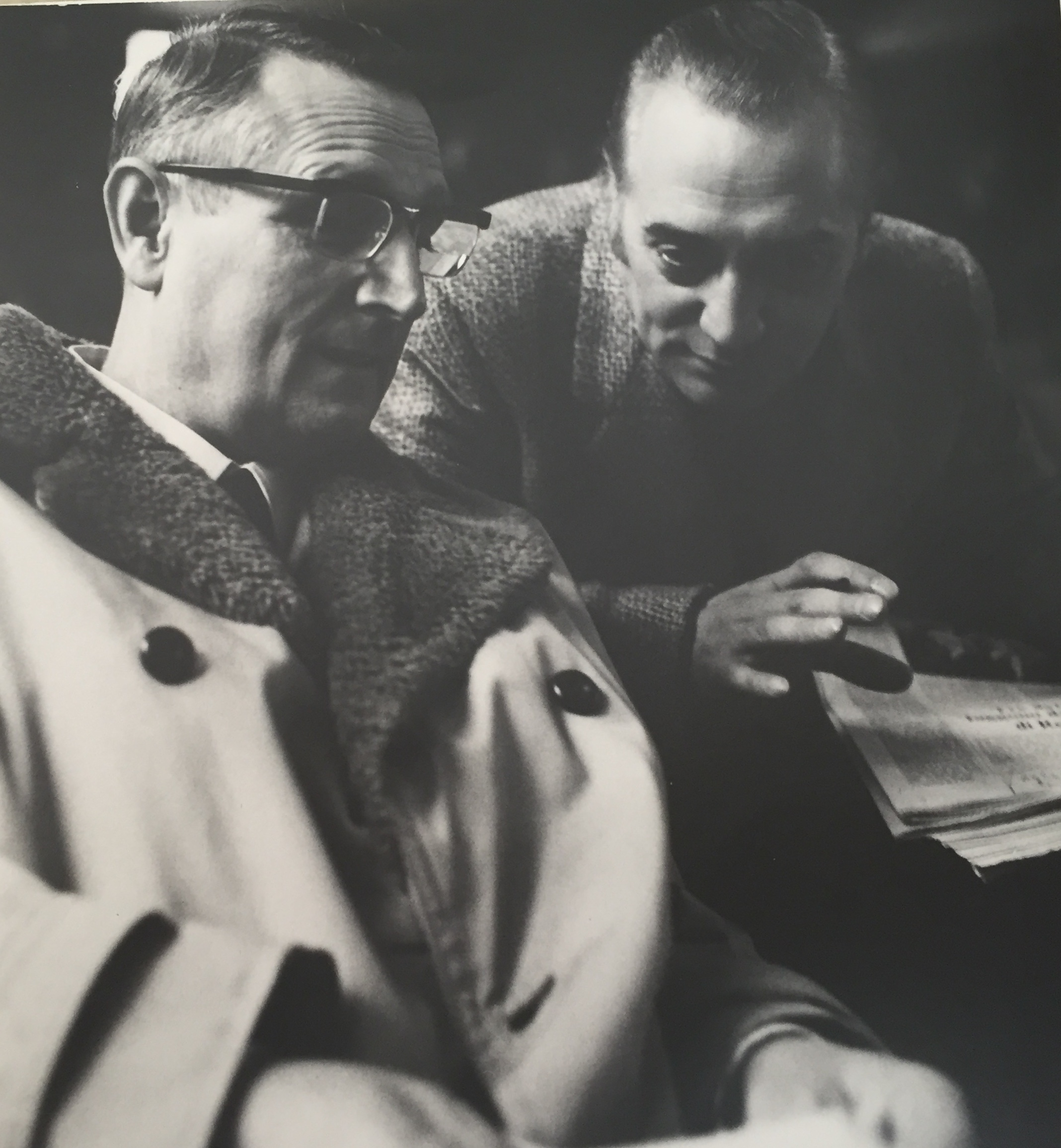
Raffaele Matarazzo (a destra) con Giovanni Gozzer, direttore del CEDE, a Roma nella Settimana Internazionale della Scuola nel gennaio 1972

Fin dalla costituzione, in particolare durante la direzione del pedagogista Giovanni Gozzer, fu attivo e prolifico componente di gruppi di lavoro del CEDE - Centro Europeo dell'Educazione (dal 1997 trasformatosi nell'INVALSI), all'epoca situato presso la storica Villa Falconieri di Frascati, istituito per curare la raccolta, l'elaborazione e la diffusione della documentazione pedagogico-didattica italiana e straniera e per condurre studi e ricerche sugli ordinamenti scolastici di altri Paesi con particolare riguardo a quelli della Comunità europea e sull'attività in campo educativo delle organizzazioni internazionali.
Negli anni settanta fu collaboratore di riviste scolastiche a diffusione nazionale. Mentre per "Scuola e didattica" edita da La Scuola di Brescia trattava argomenti di politica scolastica, per "La scuola media" edita da Fratelli Fabbri di Milano dettava ben trenta proposte didattiche per l'insegnamento dell'italiano e del latino, seguite dai docenti di ogni regione d'Italia.
Nel 1980 fu relatore al convegno nazionale sui Liguri Bebiani in Versilia. Il suo intervento suscitò salaci commenti sulla politica contemporanea al solo ricordo della condotta esemplare tenuta in altri tempi dal giurista ligure bebiano sannita Antistio Labeone che divenne la personalità-simbolo del convegno. Su Labeone pubblicò poi uno scritto edito dall’Istituto Storico Lucchese.
Già direttore del locale Centro di Cultura dell'Università Cattolica, coordinò per conto della stessa diverse edizioni di "Lectura Dantis", considerata dai qualificati frequentatori "splendida avventura culturale".
Negli anni novanta fu consigliere e vicepresidente del comitato beneventano dell'Istituto per la storia del Risorgimento italiano e presidente di quello della Società Dante Alighieri, l'ente fondato da Giosuè Carducci per la tutela e la diffusione della lingua e della cultura italiane nel mondo.
Le sue iniziative, spesso innovative, sono sempre state accolte dal consenso generale. Il poeta e critico Ugo Piscopo, nella sua rubrica Bravi Maestri, all'interno del Corriere del Mezzogiorno, il 23 giugno 2004 pubblicò un articolo dal titolo "Matarazzo e le invenzioni degli anni Settanta".
Con Pier Luigi Rovito fondò la rivista "Archivio Storico del Sannio", quindi rifondò la “Rivista Storica del Sannio" e il periodico “Momus”, pubblicandovi vari saggi, così come su altri volumi (atti di convegni e dibattiti).
Autore di saggi storici e letterari nella storia di Benevento edita a cura di Pier Luigi Rovito e in quella a fascicoli curata da Errico Cuozzo, sempre con Rovito diede vita alle “Giornate Giannoniane”, iniziativa patrocinata dal Ministero dell'istruzione, collaborandovi inoltre con la redazione di saggi storici.
Rilanciò gli studi sul Medioevo sannita, fondando e dirigendo con Rovito la collana “Thesaurus rerum beneventanarum”, per la quale curò la riedizione delle cronache di Storia dei Longobardi beneventani di Erchemperto, Chronicon di Falcone Beneventano, Storia di Ruggero II di Alessandro di Telese e Chronicon dell'Anonimo Salernitano.
Le predette pubblicazioni, insieme con “Civiltà beneventana al tempo di Arechi II” e “La chiesa Beneventana delle origini”, sono citate anche nei Regesta Imperii dell'Akademie der Wissenschaften und der Literatur di Magonza.
Nel 2000 partecipò alla mostra bresciana “Il futuro dei Longobardi”, rivendicando allora l’importanza della Longobardia meridionale che parve - e in effetti lo fu - inadeguatamente rappresentata in quella rassegna.
Iscritto all'Ordine Nazionale, di rilievo fu la sua lunga attività giornalistica. Numerosi artisti e intellettuali devono a Matarazzo buona parte della loro notorietà.
Fu proboviro nazionale dell'UCIIM, l'associazione cattolica scolastica sostenuta dai papi Pio XII e Paolo VI e fondata da Gesualdo Nosengo, l'estensore del capitolo sull'educazione del codice di Camaldoli.
Da sempre ispirato ai valori del cattolicesimo, fu cofondatore, al fianco di Padre Ambrogio Manno, e primo direttore del Centro Studi del Sannio, importante punto di riferimento culturale promosso dalla Provincia dei Frati Minori del Sannio e dell’Irpinia “S. Maria delle Grazie” .
Fu consigliere comunale di Benevento dal 1960 per due mandati, capogruppo della Democrazia Cristiana e assessore alla pubblica istruzione dal 13 giugno 1963 al 14 febbraio 1965 nella giunta guidata da Ciriaco Del Pozzo, ultima amministrazione beneventana di coalizione centrista tra partito dello scudo crociato, Partito Liberale Italiano e Partito Socialista Democratico Italiano. Individuato da più parti quale naturale successore di Del Pozzo, fu preconizzato sindaco, ma, secondo quanto riportato in pubblicazioni da attendibili cronisti e protagonisti dell’epoca, interposizioni endogene ed esogene al riassetto della maggioranza portarono, invece, il 15 febbraio 1965 alla prima giunta cittadina di centro-sinistra capeggiata da Pasquale Meomartini.
Sue note biografiche sono presenti nei libri "Beneventani in 150 biografie" di Lamberto Ingaldi, "Storia di Benevento nel Sannio" di Vitantonio Sirago, "Storia di Benevento" di Gianandrea de Antonellis, "La politica a Benevento nei primi cinquant'anni della Repubblica" di Roberto Costanzo, "Storia di Benevento e dintorni" di Giovanni Vergineo, "Il Sannio da ritrovare: Problemi e prospettive di una realtà meridionale" di Antonio De Lucia, "Dizionario politico-elettorale del Sannio" di Bruno Menna, "Uomini e istituzioni del Sannio" di Bruno Menna, "Col buon voler s'aita" a cura di Mario Pedicini e Michele Ruggiano, "In circolo" a cura di Mario Pedicini e Michele Ruggiano, "Un dialogo beneventano" di Pier Luigi Rovito, estratto da "Benevento: immagini e storie", "1943-1963: il ventennio democratico : Benevento e il Sannio, dalla guerra e dalla miseria agli anni del benessere economico" di Bruno Menna.
Profili biografici sono presenti anche in vari articoli giornalistici, tra cui "Matarazzo, una vita per il Sannio e le lettere" di Michele Melenzio per Il Sannio Quotidiano del 12 settembre 1999, "Raffaele Matarazzo, una vita a servizio della cultura" di Enza Nunziato per Il Sannio Quotidiano del 18 ottobre 2010 e tanti altri.
Degnamente chiosando sul coerente personaggio e le sue opere, lo scrittore Orazio Gnerre, affermava: "Sorprende, leggendo un libro di Matarazzo, il fatto che, qualunque ne sia la materia –letteratura, storia, arte, didattica, giornalismo-, competente, precisa e circostanziata è sempre la trattazione dell’argomento… Accade così che, leggendo oggi i suoi lavori di storico, se ne riporti quasi l’impressione che quello sia il campo precipuo ed esclusivo della sua attività di studioso".

## Riconoscimenti
Nel 1974 fu insignito della medaglia d'oro dalla presidenza nazionale dell'ENAL.
Il 17 settembre 1977 gli fu conferita dal comune di San Giorgio del Sannio la benemerenza cittadina per meriti culturali, con la motivazione a firma dell’allora sindaco Mario Pepe: "L’amministrazione Comunale, interprete del pensiero della nostra comunità cittadina e di tutte le componenti della nostra Scuola, esprime al Preside Matarazzo Raffaele l’unanime ringraziamento per l’impegno profuso nell’allargamento del dibattito culturale del Liceo Classico “Virgilio”, divenuto luogo di rinnovata ricerca per una nuova paideia umana, sensibile alle tematiche del mondo contemporaneo, e ne attesta pubblico riconoscimento e fervido ricordo dell’acclarata operosità".
Il 22 luglio 2010 gli fu attribuito dalla Provincia di Benevento il premio "Il Gladiatore d'Oro", riconoscimento accordato a chi abbia illustrato il Sannio nei campi dell'imprenditoria, della ricerca scientifica, della cultura, dell'arte e sportivo, presentatrice Caterina Balivo, con consegna dell'allora Rettore dell'Università degli Studi del Sannio Filippo Bencardino e motivazione: "È un infaticabile ricercatore della storia e della cultura del Sannio. Autore di numerosissimi saggi sulle figure e sugli eventi salienti di questa terra, in particolare soffermandosi sull'epoca romana, longobarda e risorgimentale, ha avuto in particolare il merito di riscoprire, salvandoli dall'oblio, autori che parevano destinati alla scomparsa, nonostante il valore intrinseco dei loro scritti. Animatore del dibattito politico e culturale, non ha mai mancato dalle colonne dei giornali con i quali ha collaborato di far sentire la propria voce di stimolo e sollecito ai responsabili della cosa pubblica per l'adozione delle necessarie misure e degli indispensabili interventi a salvaguardia del bene comune e a tutela del territorio. Docente e dirigente scolastico, per anni è stato guida ed esempio per migliaia di studenti, insegnando loro ad amare lo studio e la cultura, componenti fondamentali di una completa vita interiore".

## Opere

### Saggi
- 1967 Da Moravia a Valgimigli - pp. 161 - Spes - Milazzo[55]
- 1968 Orientamenti didattici per l'insegnamento delle applicazioni tecniche - De Toma - Benevento
- 1969 Scrittori Sanniti (saggi critici) – pp. 104 – De Toma - Benevento[56]
- 1969 Galanti e la cultura del Settecento nel Sannio beneventano - pp. 48 - Guida - Napoli[57]
- 1988 Il mondo pastorale e contadino nell'opera di D'Annunzio pp. 222 - Guida - Napoli[58][59]
- 1989 Civiltà beneventana al tempo di Arechi II – pp. 138 – Editoriale La Città - Benevento[60]
- 1994 La penna e la forca: vita e morte di Nicolò Franco con Adele Matarazzo - Murgantia - Morcone[61]
- 1999 Storia dei Longobardi beneventani di Erchemperto – pp. 150 – Arte Tipografica - Napoli[62][63][64]
- 2000 Antonio Mellusi tra macerie e miti dell'Italia liberale – pp. 301 - Arte Tipografica - Napoli[65][66][67]
- 2000 Chronicon di Falcone Beneventano – pp. 279 – Arte Tipografica - Napoli[68][69][70][71]
- 2001 Storia di Ruggero II di Alessandro di Telese – pp. 193 – Arte Tipografica - Napoli[72][73][74][75][76]
- 2002 Chronicon dell'Anonimo Salernitano – pp. 345 – Arte Tipografica - Napoli[77][78][79][80][81]
- 2004 Due anni di attività culturali del Centro Studi (2001-2003), nella Collana di Ricerche storiche, artistiche e sociali del Sannio nel contesto della cultura contemporanea (a cura di padre Ambrogio G. Manno e Raffaele Matarazzo) – Loffredo - Napoli[82]
- 2006 Il sannita «che lesse per tutti e pregò solo»: il Dio di Francesco Flora redentorista mancato e quello di Croce, Gentile e Russo - pp. 47 - Edizioni Scientifiche Italiane - Napoli[83]
- 2006 Potere e cultura nella Benevento del Settecento - pp. 60 - Arte Tipografica - Napoli[84]
- 2007 Due anni di attività culturali del Centro Studi (2003-2005), nella Collana di Ricerche storiche, artistiche e sociali del Sannio nel contesto della cultura contemporanea (a cura di padre Ambrogio G. Manno e Raffaele Matarazzo) – Loffredo - Napoli[85];
- 2008 Nobiltà del vernacolo: profilo della cultura popolare nel Sannio-beneventano - Arte Tipografica - Napoli[86]
- 2010 Benevento: Nobili sibariti e popolo pezzente - pp. 153 - Guida - Napoli[87][88]
- 2010 Risorgimento e questione meridionale: la vicenda beneventana (a cura di) – pp. 621 - Vereja - Benevento[89]
- 2016 Grimoaldo re: quel gran figlio di... - pp. 47 - Edizioni Scientifiche Italiane - Napoli[90]

### Altre pubblicazioni
- 1965 Il modernismo di Antonio Fogazzaro in rivista Palaestra - La Diana - Marcianise[91]
- 1974 La cultura sannita negli anni del dopoguerra 1944-74. Tentativo di una bibliografia in Proposta n. 10-11 - De Martini - Benevento[92]
- 1979 La civiltà dell'alto Tammaro documentata nella mostra di Morcone in Sannio economia, 1979/4 - De Martini: G. Ricolo - Benevento[93]
- 1983 Marco Antistio Labeone, giurista ligure bebiano in Studi Versiliesi, 1983/1 - Istituto Storico Lucchese – Sez. “Versilia Storica” - Lucca[6]
- 1988 Sannio prelongobardo tra paganesimo e cristianesimo in Giubileo sacerdotale di P. Bernardino Rivellini: Benevento, 8 dicembre 1938-8 dicembre 1988 a cura di aa.vv. - Serigraf Sannita - Foglianise[94]
- 1992 Sanniti di ieri e di oggi in Farnetum: cultura, tradizioni e ambiente a cura di aa.vv. - Biblioteca comunale di Fragneto Monforte[95]
- 1993 La figura del galantuomo tra storia e letteratura in Dal comunitarismo pastorale all'individualismo agrario nell'appennino dei tratturi a cura di Enrico Narciso - Guida - Napoli[96]
- 1993 L'avventura di vivere nella Benevento postbellica in R. Boccaccino Benevento nella terribile estate del '43 - Messaggio d'Oggi - Benevento[97]
- 1998 L'adolescenza beneventana di Leonardo Sinisgalli nella sua trasfigurazione narrativa - estratto da: In itinere veritas: studi in onore di mons. Laureato Maio per il 50° di ordinazione presbiteriale - Benevento[98]
- 1998 Paolo Diacono a Benevento tra progetti politici e attività culturali in Rivista storica del Sannio, 3. serie A. 5., n. 10 - Arte Tipografica - Napoli[99]
- 2000 L'organizzazione socio-politico-amministrativo-economica del Principato arechiano - in Samnium - anno LXXIII n.s. 13° n. 1-3 gennaio-settembre[100]
- 2002 Vittoria Colonna D'Avalos tra mondanità, poesia ed evangelismo riformatore in Rivista storica del Sannio - 3. Serie, Anno 9 (1 sem. 2002) - Arte Tipografica - Napoli[101]
- 2002 La Chiesa beneventana delle origini in Cristiani nell'impero romano: giornate di studio: S. Leucio del Sannio Benevento, 22-29 marzo e 5 aprile 2001 - Arte Tipografica - Napoli[102]
- 2002 Lessing: razionalità umana e provvidenza divina verso l'infinito progresso in Atti del Convegno Nazionale su "Scienza, fede, ragione: loro rapporti" - pp. 137–196 - Loffredo - Napoli
- 2002 Le matrici dell'antiglobalismo nel pensiero di Herder in Atti del Convegno Nazionale su "Scienza, fede, ragione: loro rapporti" - pp. 127–146 - Loffredo - Napoli
- 2003 Roma e l'Europa in Rivista storica del Sannio - III serie, 10, n. 20 (2003) - Arte Tipografica Napoli - Napoli[103]
- 2004 I fioretti del crepuscolo monografia estratta da Due anni di attività culturali del Centro Studi (2001-2003), nella Collana di Ricerche storiche, artistiche e sociali del Sannio nel contesto della cultura contemporanea (a cura di padre Ambrogio G. Manno e Raffaele Matarazzo) – Loffredo - Napoli[104];
- 2007 Salveminiana. Memorie fiorentine (più o meno pertinenti) di un vecchio alunno in Archivio storico del Sannio vol. II - Edizioni Scientifiche Italiane - Napoli[105]
- 2007 Benevento tra Longobardi e Normanni in P.L. Rovito (a cura di) Benevento: immagini e storie vol. II - Elio Sellino - Avellino[106]
- 2007 Cultura a Benevento nei secoli XVI, XVII e XVIII tra eterodossia e conformismo in P.L. Rovito (a cura di)Benevento: immagini e storie vol. II - Elio Sellino - Avellino[107]
- 2007 Benevento nell'800: da enclave pontificia a provincia italiana in Archivio storico del Sannio vol. II - Edizioni Scientifiche Italiane - Napoli[108]
- 2007 Nuovi fioretti monografia estratta da Due anni di attività culturali del Centro Studi (2003-2005), nella Collana di Ricerche storiche, artistiche e sociali del Sannio nel contesto della cultura contemporanea (a cura di padre Ambrogio G. Manno e Raffaele Matarazzo) – Loffredo - Napoli[109];
- 2007 Ancora su Benedetto Croce e la cultura italiana monografia estratta da Due anni di attività culturali del Centro Studi (2003-2005), nella Collana di Ricerche storiche, artistiche e sociali del Sannio nel contesto della cultura contemporanea (a cura di padre Ambrogio G. Manno e Raffaele Matarazzo) – Loffredo - Napoli[110];
- 2009 Benevento nell'800 in E. Cuozzo (a cura di) Benevento: immagini e storia vol. II - Elio Sellino - Avellino[111]
- 2009 Nella Roma di G. Gioacchino Belli tre cardinali beneventani ed una disavventura boccaccesca in Rivista storica del Sannio - 3. Serie, Anno 16 (2 sem 2009) - Arte Tipografica - Napoli[112]
- 2011 Risorgimento e vie di comunicazione in Rivista storica del Sannio - prefazione di Filippo Bencardino - fasc. I/2011 - Arte Tipografica - Napoli[113]
- 2014 Il ruolo della cultura nella Benevento orsiniana in P.M. Mainolfi (a cura di) Papa Orsini un pastore santo - Realtà Sannita - Benevento[114]